# مهدي تاهرات
مهدى جيان تاهرات (من مواليد 24 يناير 1990 بميدون، فرنسا) هو لاعب كرة قدم جزائري محترف لعب مع المنتخب الجزائري. يمكنه اللعب في مركز قلب الدفاع أو خط الوسط الدفاعي.

## مسيرته الكروية
بعد لعب تاهرات للفريق الاحتياطي لنادي ليل في الدوري الفرنسي الدرجة الرابعة، وقَّع في يوليو 2014 مع نادي باريس الذي لعب في الدوري الفرنسي الدرجة الثالثة.
في يناير 2018، غادر نادي أنجيه لينضم إلى نادي فالينسيان على سبيل الإعارة لبقية الموسم.
لعب لاحقاً في نادي أبها السعودي و نادي الغرافة القطري.

## مسيرته الدولية
اِستدعى منتخب الجزائر تاهرات لأول مرة في سبتمبر 2015 لِلَعِبِ مباراتين، أحدهما ضد منتخب غينيا، والأخرى ضد منتخب السنغال.

## الإحصائيات

### الدولية
آخر تحديث من المباريات التي لُعبت في 26 يوليو 2019.
| الجزائر  |         |       |
| السنة    | مباريات | أهداف |
| 2015     | 2       | 0     |
| 2016     | 0       | 0     |
| 2017     | 0       | 0     |
| 2018     | 4       | 0     |
| 2019     | 3       | 0     |
| 2020     | 2       | 0     |
| الإجمالي | 11      | 0     |

## الألقاب

### الوطنية
الجزائر
- كأس الأمم الأفريقية: 2019[7]
- كأس العرب: 2021[8]

## روابط خارجية
مهدي تاهرات على موقع رابطة كرة القدم الفرنسية للمحترفين (الإنجليزية)
- مهدي تاهرات على موقع قاعدة بيانات كرة القدم.إي يو (الإنجليزية)
- مهدي تاهرات على موقع ناشيونال فوتبول تيمز (الإنجليزية)
- مهدي تاهرات على موقع Soccerway.com (الإنجليزية)
- مهدي تاهرات على موقع AS.com (الإسبانية)